# Cereus bicolor
Cereus bicolor es una especie de planta suculenta perteneciente al género Cereus, dentro de la familia Cactaceae. Es endémica del centro occidental de Brasil.

## Descripción

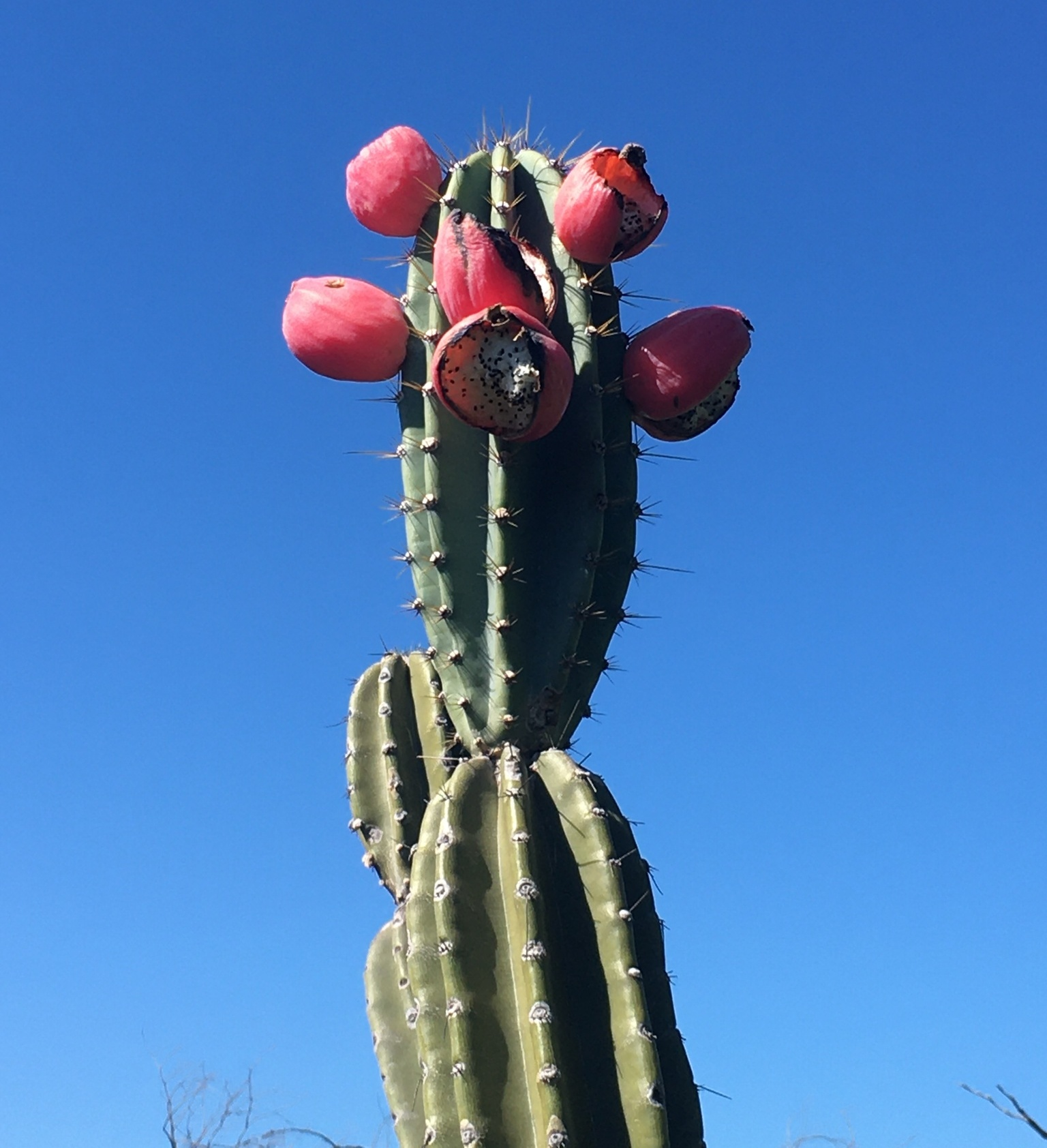
Tallo con frutos

Cereus aethiops es una especie de cactus arbustivo, se ramifica desde la base y alcanza una altura de 2 a 3 m. Los tallos son cilíndricos, son de color azul verdoso y se dividen en segmentos de hasta 90 cm de largo y de 6 a 9 cm de diámetro. 

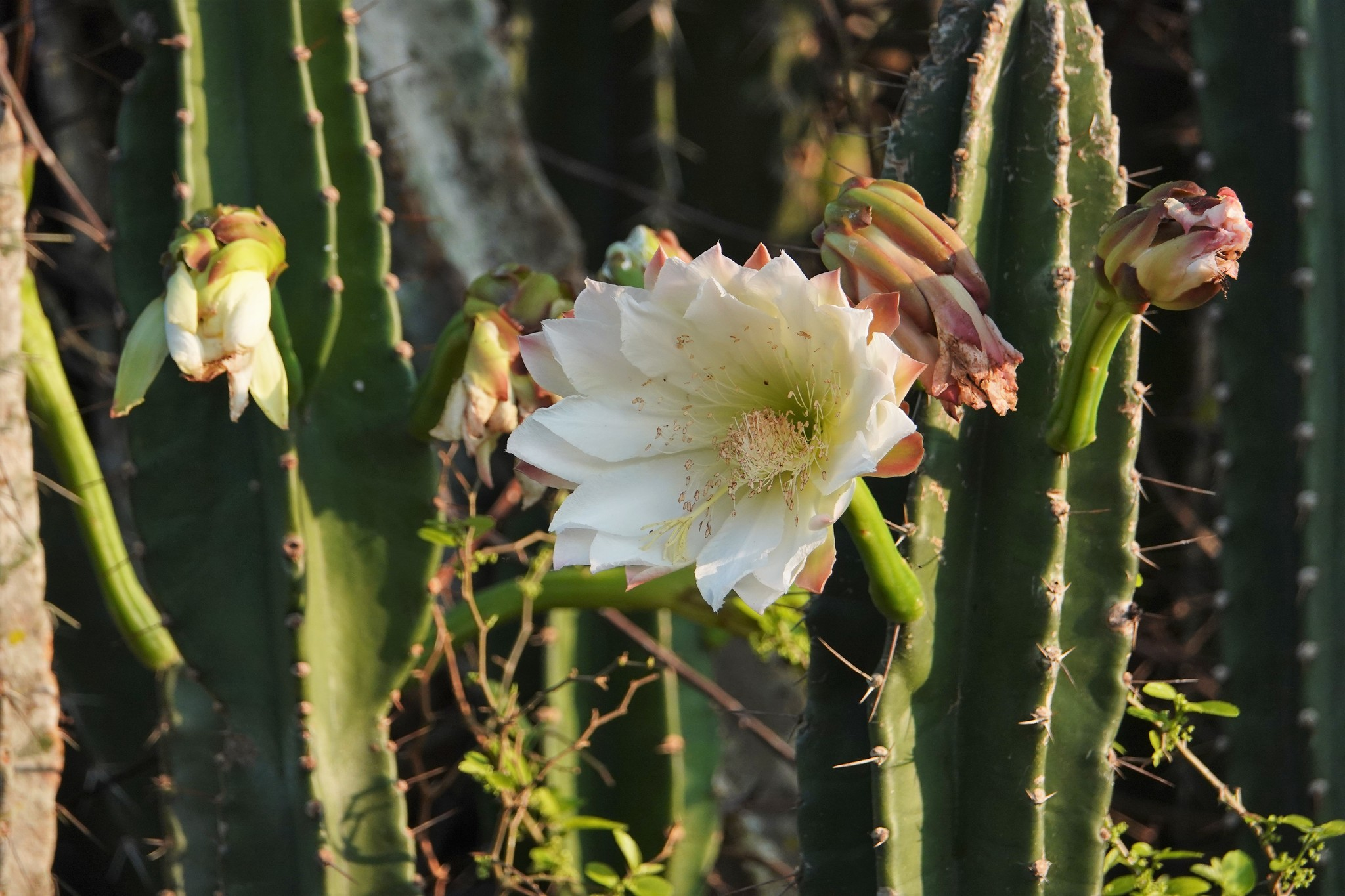
Detalle de la flor

Presentan de 7 a 8 costillas rectas y romas, de hasta 2 cm de alto. Sobre ellas se asientan las areolas, las cuales están cubiertas de lana blanquecina, separadas unas de otras entre 1 y 1,5 cm. Las espinas son de dos colores, con una base negra y una punta más clara. Se distinguen de 3 a 5 espinas centrales de entre 1,2 y 4,5 cm de largo, aunque una de ellas es más larga que el resto. Y de 6 a 8 espinas marginales de 0,4 a 1,5 cm de largo.
Las flores son de color blanco, tienen una amplia apertura por la noche y miden entre 18 y 19 cm de largo. Los frutos son ovalados y de color amarillo a rojo.

## Distribución y hábitat
El área de distribución nativa de esta especie es el centro occidental de Brasil y crece principalmente en el bioma tropical estacionalmente seco, sobre areniscas y más raramente en rocas calizas.

## Taxonomía
Cereus bicolor fue descrita por los botánicos brasileños Carlos Toledo Rizzini y Armando de Mattos y publicada por primera vez en la Revista Brasileira de Biologia 45: 307 en 1985.
Etimología
- Cereus: nombre genérico que deriva del término latíno cereus (que se traduce como 'vela' o 'cirio'), haciendo alusión a su forma alargada perfectamente recta.[9]
- bicolor: epíteto específico latino que significa 'con dos colores', haciendo referencia al color de las espinas de la especie.[10]

## Estado de conservación
En la Lista Roja de Especies Amenazadas de la UICN, la especie está clasificada como de “Preocupación Menor (LC)”.

## Usos
Se cultiva principalmente como planta ornamental y su propagación se realiza a través de esquejes o semillas.

## Galería

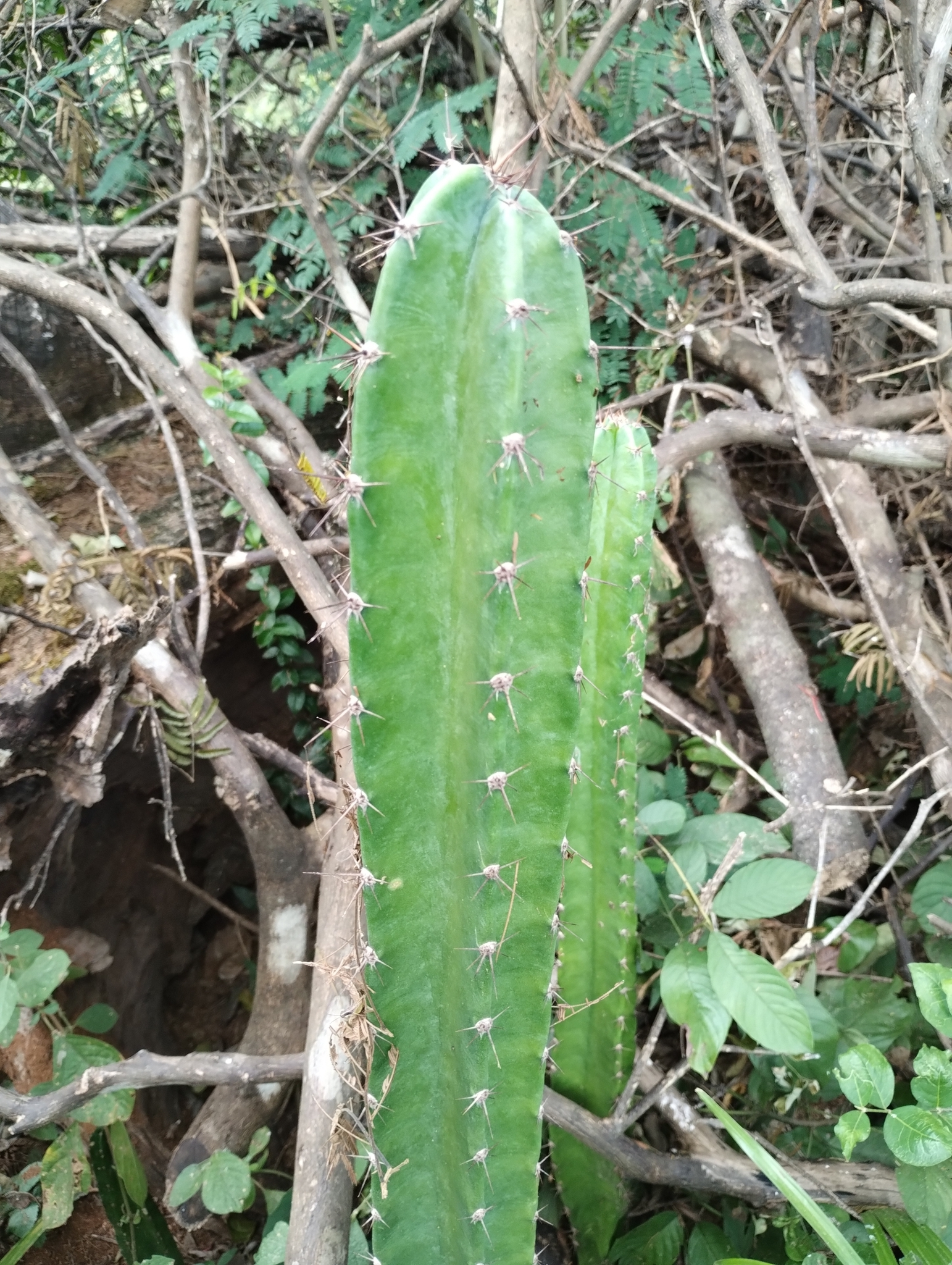
Detalle del tallo
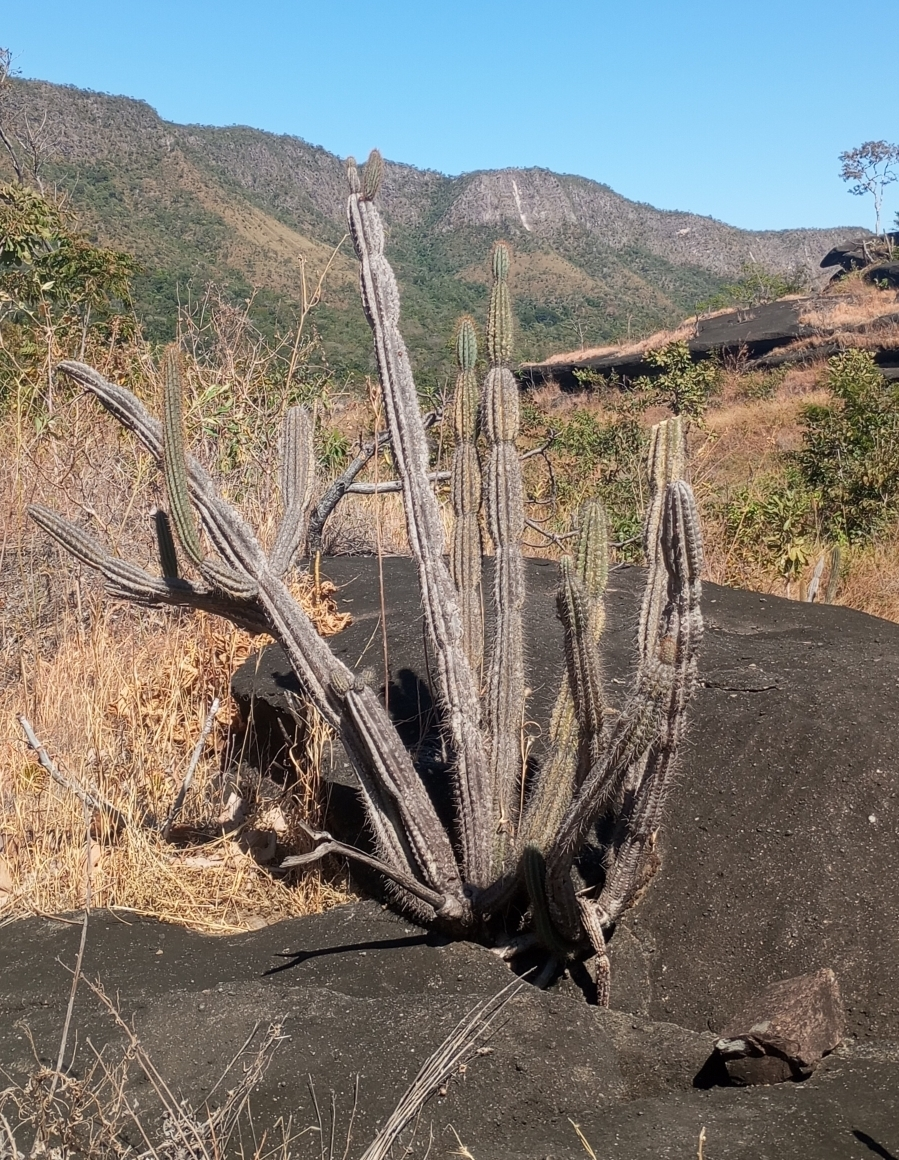
Porte de la planta
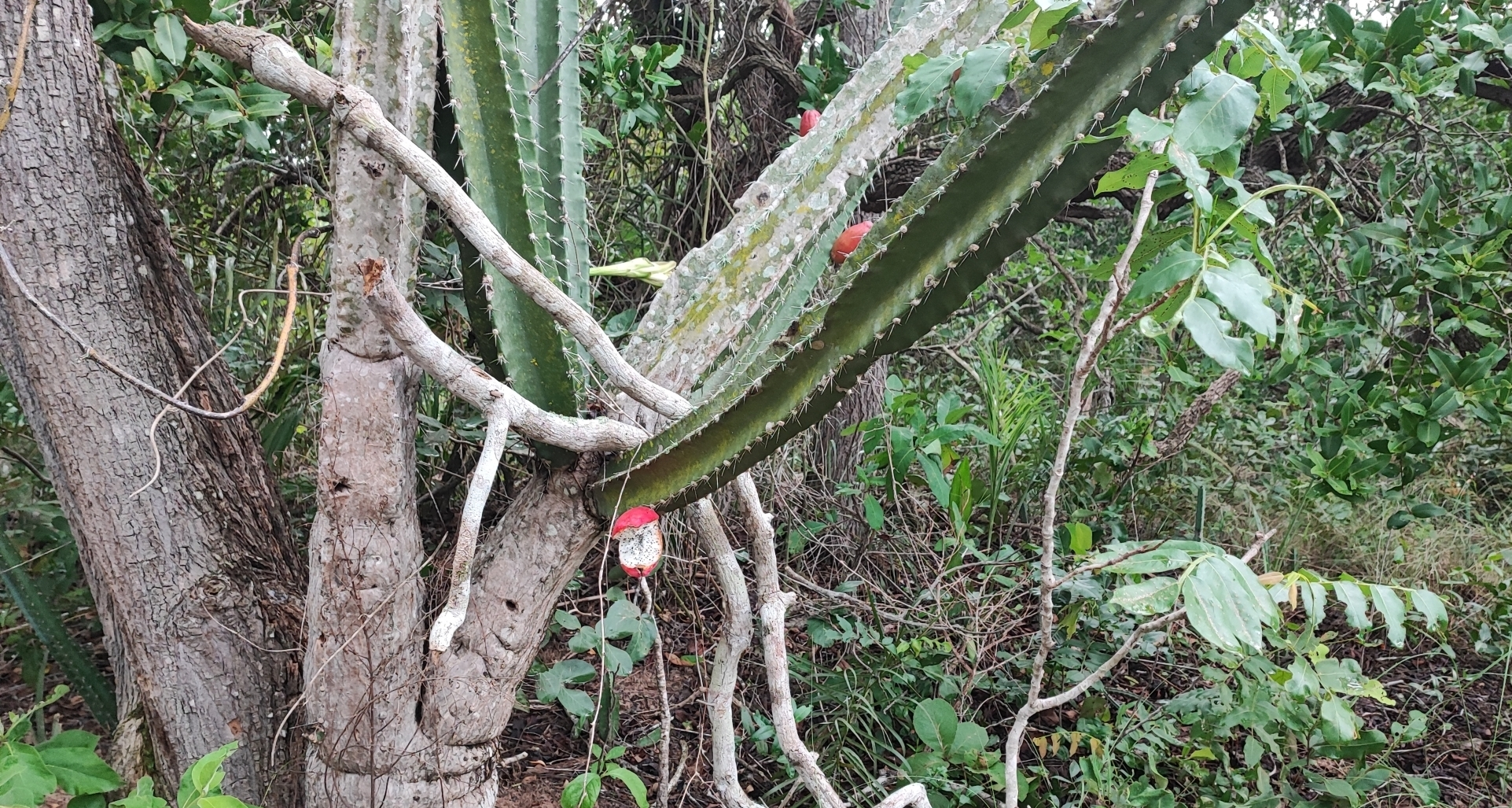
Planta con frutos
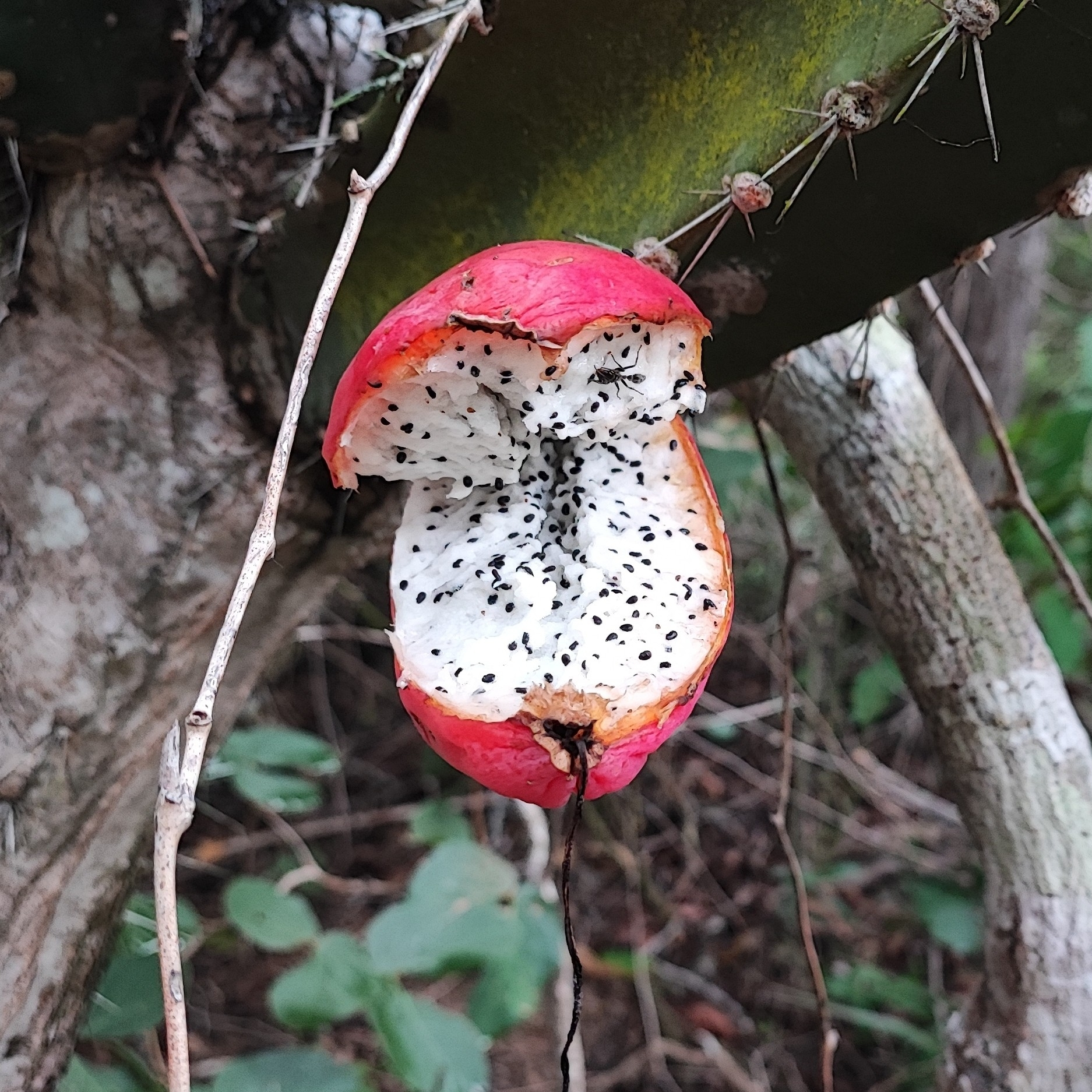
Detalle de la pulpa blanca y las semillas
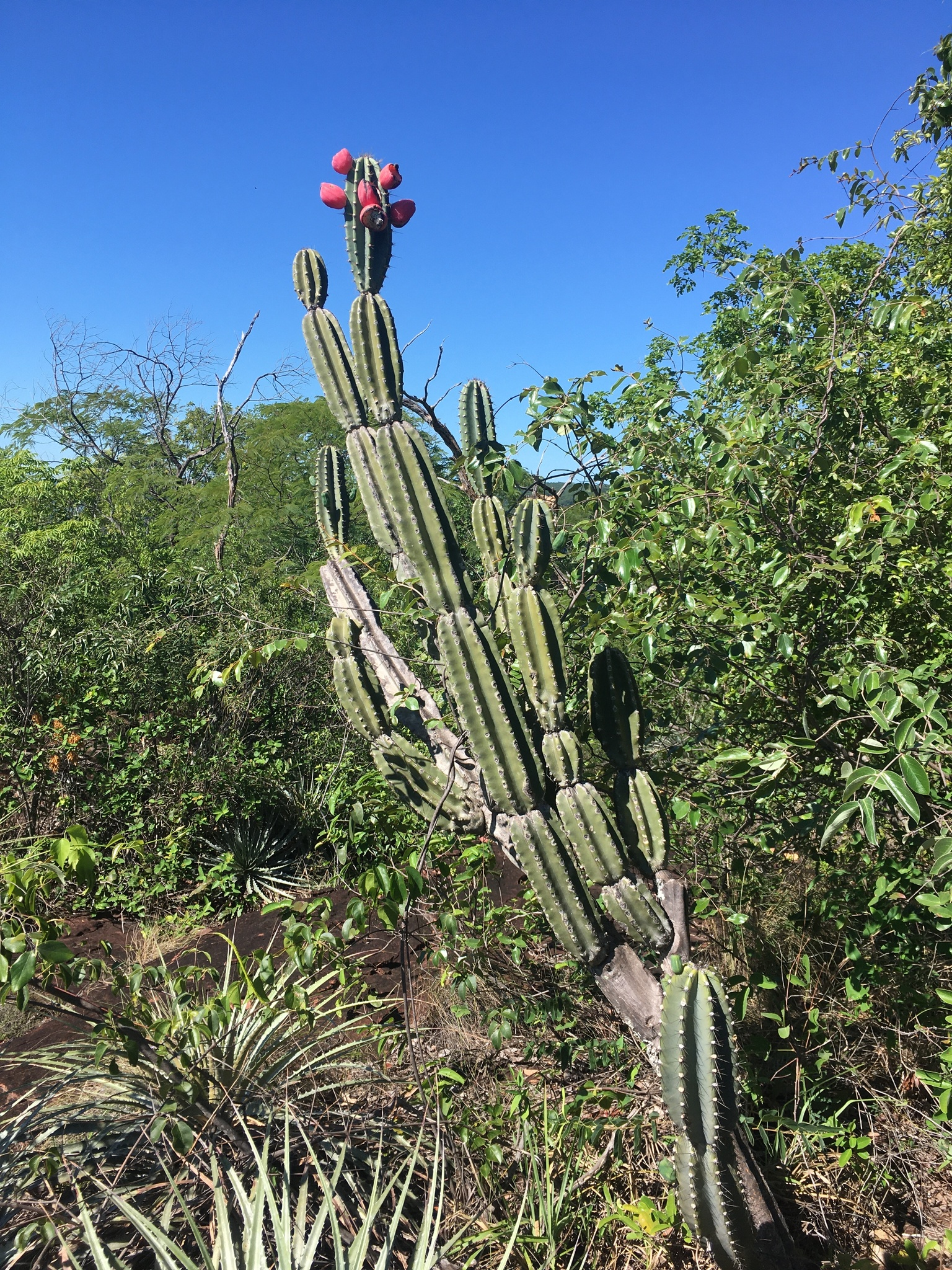
Planta en su hábitat